# Roger Birnbaum
Roger Birnbaum (Teaneck, Nova Jérsia, 14 de Novembro de 1950) é um produtor de filmes americano.

## Carreira
Nos anos 1990, Birnbaum fundou uma produtora de filmes de sempre a Caravan Pictures, juntamente com Joe Roth. Depois, fundou uma produtora de filmes e televisão chamado Spyglass Entertainment, juntamente com o seu parceiro Gary Barber. Atualmente, Birnbaum e Barber são os executivos da Metro-Goldwyn-Mayer.
O produtor ganhou destaque com o filme sucesso de bilheteria O Turista, que arrecadou US$278 milhões mundialmente.

## Vida pessoal
Foi casado com a atriz americana Teri Garr de 1979 a 1983.